# José Antonio Escuredo
José Antonio Escuredo Raimóndez (ur. 19 stycznia 1970 w Gironie) – hiszpański kolarz torowy i szosowy, wicemistrz olimpijski oraz czterokrotny medalista torowych mistrzostw świata.

## Kariera
Pierwszy sukces w karierze José Antonio Escuredo osiągnął w 1993 roku, kiedy zajął trzecie miejsce w szosowym wyścigu w hiszpańskim Manlleu. W 1996 roku brał udział w igrzyskach olimpijskich w Atlancie, gdzie był trzynasty w wyścigu na 1 km, a w sprincie nie dotarł do finału. Na mistrzostwach świata w Bordeaux w 1998 roku był szósty w sprincie drużynowym, a na rozgrywanych dwa lata później igrzyskach olimpijskich w Sydney w tej samej konkurencji był dziewiąty. Pierwszy medal zdobył na mistrzostwach świata w Manchesterze w 2000 roku, gdzie wspólnie z José Antonio Villanuevą i Salvadorem Melią wywalczył brąz w sprincie drużynowym. Największe sukcesy osiągnął jednak w 2004 roku. Na igrzyskach w Atenach był drugi w keirinie, wyprzedził go tylko Ryan Bayley z Australii. Ponadto na mistrzostwach świata w Melbourne również był drugi w keirinie (tym razem lepszy był tylko Brytyjczyk Jamie Staff), a wspólnie z Villanuevą i Melią zdobył w sprincie drużynowym kolejny srebrny medal. Również na mistrzostwach świata w Bordeaux w 2006 roku był drugi w keirinie, ulegając jedynie Holendrowi Theo Bosowi.